# Igor Grigorienko
Igor Władimirowicz Grigorienko, ros. Игорь Владимирович Григоренко (ur. 9 kwietnia 1983 w Togliatti) – rosyjski hokeista, reprezentant Rosji.

## Kariera
- Łada Togliatti (1998–2004)
  -  CSK WWS Samara (2000–2001)
- Saławat Jułajew Ufa (2004–2005)
- Siewierstal Czerepowiec (2005–2006)
- Łada Togliatti (2006–2007)
- Grand Rapids Griffins (2007)
- Saławat Jułajew Ufa (2007–2012)
- CSKA Moskwa (2012–2015)
- Saławat Jułajew Ufa (2015-2017)
- Awtomobilist Jekaterynburg (2017)
- Mietałłurg Magnitogorsk (2017)

Wychowanek Łady Togliatti. W latach 2007–2012 zawodnik klubu Saławata Jułajew Ufa. W październiku 2012 roku przeszedł do CSKA Moskwa na zasadzie wymiany zawodników (z CSKA do Saławatu został przekazany Dienis Parszyn). Kilka dni po transferze w meczu ligowym strzelił gola swojej poprzedniej drużynie. Od maja 2015 do kwietnia 2017 ponownie zawodnik Saławatu, związany dwuletnim kontraktem. Od maja do lipca 2017 był zawodnikiem. Od września do końca października 2017 zawodnik Mietałłurga Magnitogorsk. W połowie 2018 ogłosił zakończenie kariery.
Uczestniczył w turniejach mistrzostw świata w 2003, 2006.

## Sukcesy
Reprezentacyjne
- Złoty medal mistrzostw świata juniorów do lat 18: 2001
- Złoty medal mistrzostw świata juniorów do lat 20: 2002, 2003

Klubowe
- Brązowy medal mistrzostw Rosji: 2003, 2004 z Ładą, 2010 z Saławatem, 2015 z CSKA Moskwa
- Złoty medal mistrzostw Rosji: 2008, 2011 z Saławatem
- Puchar Kontynentu: 2010 z Saławatem, 2015 z CSKA Moskwa
- Puchar Gagarina: 2011 z Saławatem
- Puchar Otwarcia: 2008, 2011 z Saławatem

Indywidualne
- Superliga rosyjska w hokeju na lodzie (2002/2003):
  - Złoty Kask (przyznawany sześciu zawodnikom wybranym do składu gwiazd sezonu)
- Mistrzostwa świata juniorów do lat 20 w 2003:
  - Najlepszy napastnik turnieju
  - Pierwsze miejsce w klasyfikacji strzelców: 6 goli
  - Pierwsze miejsce w klasyfikacji kanadyjskiej: 10 punktów
- KHL (2009/2010):
  - Pierwsze miejsce w klasyfikacji zwycięskich goli w sezonie zasadniczym: 8 goli
- KHL (2009/2010):
  - Mecz Gwiazd KHL
  - Piąte miejsce w klasyfikacji strzelców w sezonie zasadniczym: 24 gole
- KHL (2010/2011):
  - Czwarte miejsce w klasyfikacji strzelców w fazie play-off: 8 goli
  - Piąte miejsce w klasyfikacji strzelców zwycięskich goli w fazie play-off: 2 gole
  - Złoty Kask (przyznawany sześciu zawodnikom wybranym do składu gwiazd sezonu)
- KHL (2014/2015):
  - Najlepszy napastnik miesiąca - listopad 2014[10]
  - Drugie miejsce w klasyfikacji +/- w sezonie zasadniczym: +32
  - Najlepszy obrońca - półfinały konferencji[11]
  - Drugie miejsce w klasyfikacji strzelców w fazie play-off: 10 goli
  - Piąte miejsce w klasyfikacji strzelców w fazie play-off: 9 asyst
  - Piąte miejsce w punktacji kanadyjskiej w fazie play-off: 19 punktów